# Балфур (Северна Каролина)
Балфур (енгл. Balfour) насељено је место без административног статуса у америчкој савезној држави Северна Каролина.

## Демографија
По попису из 2010. године број становника је 1.187, што је 13 (-1,1%) становника мање него 2000. године.
| Група             | 2000.         | 2010.       |
| Белци             | 1.038 (86,5%) | 961 (81,0%) |
| Афроамериканци    | 57 (4,8%)     | 38 (3,2%)   |
| Азијати           | 19 (1,6%)     | 15 (1,3%)   |
| Хиспаноамериканци | 71 (5,9%)     | 143 (12,0%) |
| Укупно            | 1.200         | 1.187       |